# Donauparkhalle
Donauparkhalle var en ishall i Wien-Donaustadt i Österrike. Byggnaden uppfördes som en utställningshall 1964 intill en tidigare soptipp i Donaupark nära Kaisermühlen för att användas vid trädgårdsutställningen Wiener Internationale Gartenschau. Två år senare byggdes hallen om till ishall. Säsongen 1966/1967 spelade ishockeylaget Wiener EV sina första hemmamatcher i hallen. Senare användes den även som hemmaplan för Wien-klubben WAT Stadlau. Hallen var omtyckt för sin akustik. Hallen revs efter säsongen 1990/1991, då områdes planerades att användas vid världsutställningen 1995, som dock aldrig kom att arrangeras.

## Stora evenemang
1967 hölls, trots namnet, Wiener Stadthallenturnier här istället för i arenan Wiener Stadthalle.  Även världsmästerskapen i isstock och världsmästerskapen i kägel har arrangerats i hallen. 
Även världsmästerskapet i ishockey 1967 och världsmästerskapet i ishockey 1987 samt  världsmästerskapen i konståkning har avgjorts här.

### Fotnoter
1. ↑  http://www.samariter.at/ueber_uns/ueber_uns_detail/article/asboe-floridsdorf-donaustadt-die-erfolgsstory/?cHash=8eca3e0e11 Arkiverad 14 december 2012 hämtat från the Wayback Machine. : Samariterbund
2. ↑  http://www.wiener-eisloewen.at/wp/?page_id=273 :Wiener EV:s historia
3. ↑  http://www.fk-austria.at/NEWS-LISTE.764+M52a6b6b2102.0.html Arkiverad 15 januari 2012 hämtat från the Wayback Machine. Austria Wien
4. ↑  ”Arkiverade kopian”. Arkiverad från originalet den 24 juli 2012. https://archive.is/20120724034236/http://www.delcampe.at/item.php?id=98743139&var=MC-Card-3-Eisstock-Weltmeisterschaft-in-Wien-Donauparkhalle-und-Eisring-Sud-1990&language=G&sessionToken=sslLogin_f8121829166ab8a8a2a827cc3641981d. Läst 5 november 2014.
5. ↑  http://www.austria-lexikon.at/af/Wissenssammlungen/Briefmarken/1976/Sportkegelweltmeisterschaft
6. ↑  http://www.hockeyarenas.net/index.php3?page=3002&arID=859&size=0&arID=859 Arkiverad 5 november 2014 hämtat från the Wayback Machine. Ishockeystatistik